# Охота на крапивника

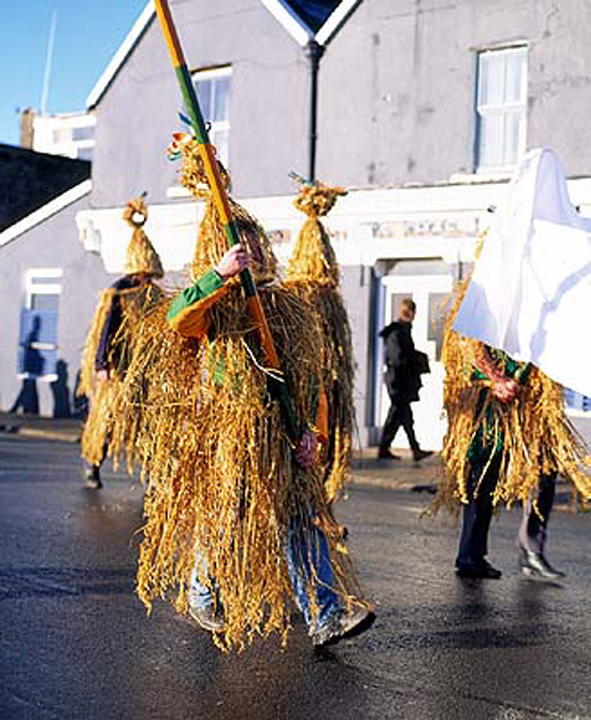
Праздничное шествие в день Святого Стефана в городе Дингл, Ирландия

Охота на крапивника, также охота на королька, день крапивника — праздничная традиция в виде охоты на крапивника и последующих уличных шествий, участники которых несли тушку убитой птицы. Крапивник в фольклоре имел неоднозначную репутацию, он считался птицей языческой, выступал в качестве трикстера, виновника бед в агиографической литературе. Согласно поверьям, убийство крапивника и разорение его гнезда было запрещено, так, это могло принести несчастье виновнику или его имуществу, скоту. Охотиться на птицу можно было лишь один раз в году, а ритуал с убитой птицей должен был защитить общину на следующий год от всевомозможных бед. Церемония была распространена в Ирландии, других частях Британских островов, во Франции, а также имеет параллели в других культурах народов мира. Выдвигалось предположение, что ритуал распространился на архипелаг из западной Франции ещё в бронзовом веке, он возможно, имеет средиземноморское происхождение, а корни его связаны с пережитками тотемизма, заклания священного животного. Со временем охота на крапивника подверглась христианизации и оказалась связана с рождественско-новогодним циклом праздников. После некоторого забвения она вновь возродилась в XX веке и проводится в отдельных местах в XXI веке. В современную эпоху птиц уже не убивают, в шествиях используют чучела, заменяют их различными символическими предметами, фигурками.

## История

### Крапивник в культуре

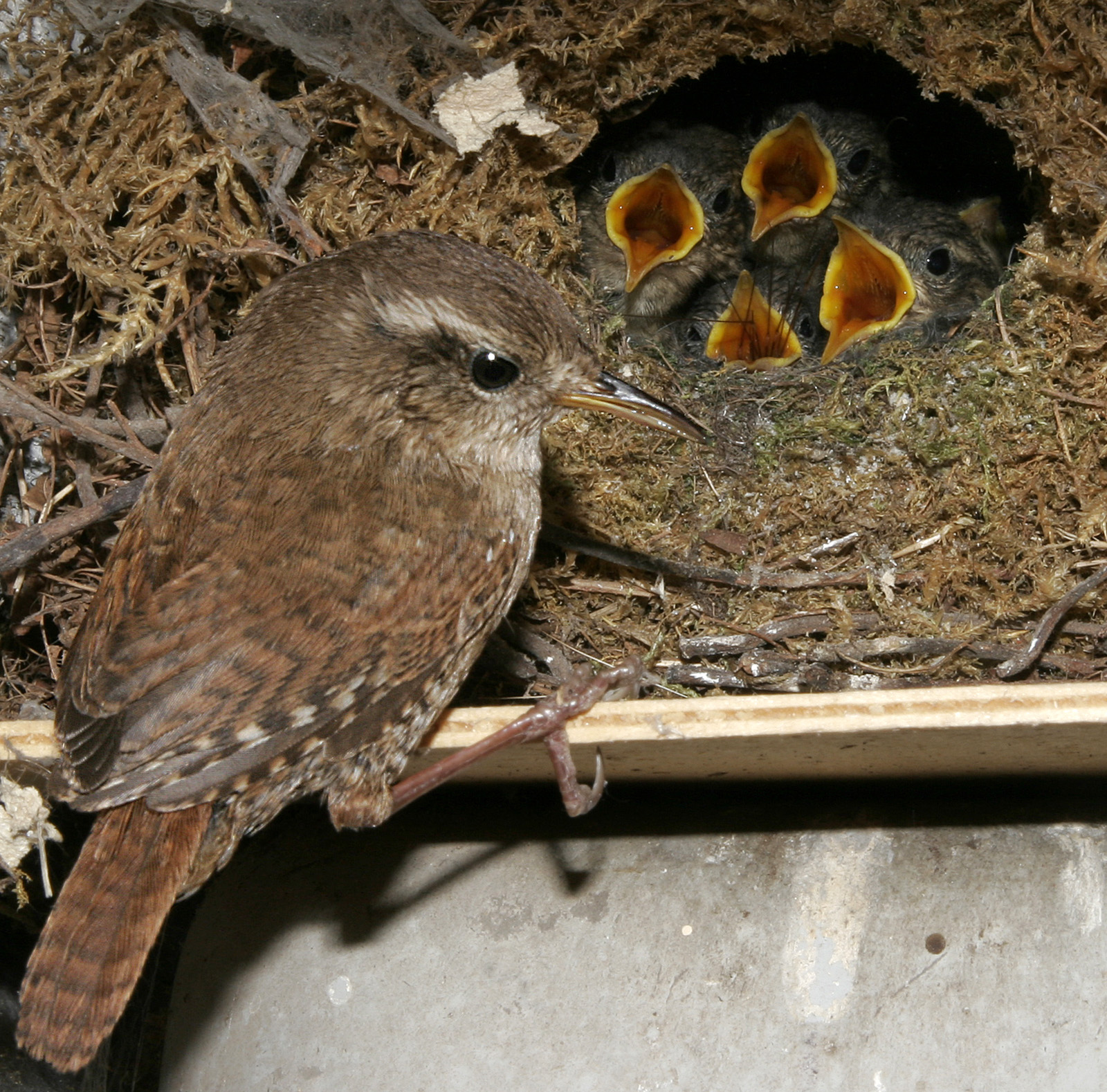
Крапивник с птенцами в гнезде

В фольклоре многих народов Западной Европы широко известна этиологическая легенда о том, как крапивник стал «царём птиц» и получил «королевское» название. Она имеет античное происхождение, а её классическая версия связана с Балканами. Птицы устроили между собой соревнование, кто из них взлетит выше других. Самой сильной птицей оказался орёл, так как он поднялся выше всех. Однако у него в перьях спрятался маленький крапивник, и когда орёл был готов объявить себя царём, его затаившийся соперник оторвался от него, взлетел на несколько сантиметров выше и объявил себя победителем. Согласно сообщению Плутарха, этот сюжет был представлен в несохранившейся басне Эзопа: «У Эзопа птичка королёк поднялась в небо на плечах орла, а потом взлетела и первая достигла цели». В указателе сюжетов фольклорной сказки Аарне — Томпсона этот сюжет получил номер 221 («Выборы царя птиц»). В советском издании «Сравнительный указатель сюжетов. Восточнославянская сказка» (1979) он описывался следующим образом: «хотят выбрать того, кто взлетит всех выше; королёк прячется в оперении орла и оказывается выше его (реже продолжением служит эпизод: выбирают того, кто спустится всех глубже в землю; королёк залезает в мышиную нору)». Этот сюжет с различными вариациями представлен в различных культурных традициях мира. 
След «королевского» происхождения маленькой птицы дошёл в её названии в нескольких европейских языках. Уже древнегреческие философы Аристотель и Плутарх называли эту птицу Basileus («король») или Basiliskos («королёк»). В Западной Европе он был известен под эпитетами «король», «маленький король», «король птиц», «курочка царицы небесной», «повелитель» и т. д. Его убийство и разорение гнезда было табуированно. Так, в Англии верили в то, что тот, кто это сделает, в течение года сломает себе кость или его настигнет ужасная беда. В некоторых местах считали, что корова человека причинившего вред птице, будет давать кровавое молоко. В Шотландии был зафиксирован детский стишок следующего содержания: «Проклятий побольше десятка придётся // Тем, кто разоряет небесной царицы гнездо». Во французской Бретани говорили, что дети, которые дотронулись к птенцам в гнезде, будут поражены «огнём святого Лаврентия» (множественные прыщи по всему телу). По другим французским народным представлениям, в убийцу королька или разорителя его гнезда, попадёт молния, у него отомрут и отпадут пальцы, он может стать калекой или с конечностями его скота произойдёт что-то плохое. Во время ирландского праздничного шествия распевали песни, в одной из них был следующий текст: «Крапивник, крапивник, король всех птиц, // был в день св. Стефана пойман в дроке» (The wren, the wren, the king of all birds // On St. Stephen’s day was caught in the furse). Убивать птицу можно было только один день в году — в день святого Стефана (день подарков в Британии), 26 декабря. В некоторых местах это дозволялось делать в День трёх королей, 6 января. Тушку ощипывали, а перья продавали в качестве талисмана, так как считалось, что они предотвращают от колдовства и бед на целый год. В частности, они оберегали рыбаков от кораблекрушений. 
Предполагается также, что традиция восходит к языческим верованиям, в частности, кельтским и связана с обрядом плодородия. В письменных источниках (Cormere’s Glossery) отмечалось, что крапивник — магическая птица друидов («птичий колдун» — magus avium), способная предсказывать будущее. Также известно, что у кельтов птица помещалась в клетки с религиозно-магическими целями. Вероятно, даже само кельтское название птицы — dreoilín («птица друида») — образовано из двух слов: «друид» + «птица». От этого орнитонима происходит ирландское название праздника Lá an Dreoilín — «день крапивника». Крапивник часто фигурировал в кельтском фольклоре. По оценке некоторых археологов, на многих предметах, выполненных из золота и обнаруженных в кельтских захоронениях, представлены изображения крапивника. В народных христианизированных преданиях крапивник выступает в качестве трикстера и «находится не в ладах со святыми». В одной из легенд он разбудил стражу, в то время святой Стефан собирался бежать из тюрьмы, после чего первый христианский мученик был осуждён и побит камнями в Иерусалиме. Этим прегрешением будто бы и объясняется, что охоту на крапивника устраивают в день святого Стефана — 26 декабря. В другой легенде он якобы выдал Иисуса Христа, когда тот прятался в Гефсиманском саду в ночь ареста. В ирландской легенде состязание за право стать предводителем птиц предложил святой Кольм Килл. Как и в общеевропейском сюжете победил крапивник, но за свою мошенническую проделку он понёс наказание от святого: с тех времён не может взлететь над землёй настолько, насколько он поднялся над орлом. «И с того самого дня по сию пору мы можем сами видеть, как крапивник перелетает с куста на куст, с одной изгороди на другую, никогда не взлетая над землёй выше нашего колена, — это прибивает его к земле тяжесть святого проклятия». 
На острове Мэн известна легенда про прекрасную фею. Своим пением она завлекала мужчин в море, где они тонули. Её действия привели к тому, что мужчин, в местности, где она жила осталось очень мало. Однажды странствующий рыцарь при помощи магии попробовал её убить, но она сумела сбежать, превратившись в крапивника. Однако колдовство рыцаря отчасти всё же возымело действие: один день в году она обращалась в крапивника, и это происходило до тех пор пока не будет убита человеком. Именно этим легенда объясняет то, почему мужчины преследуют её в день святого Стефана, то есть попыткой всё-таки наказать злодейку. Согласно одному ирландскому преданию, северяне готовили скрытное нападение на лагерь викингов, но крапивник выдал их планы ударив крыльями по барабану. Таким образом, охота на птицу вызвана местью за неудачную вылазку. Ещё одной причиной недоброжелательного обращения к птице называют отношение католической церкви к друидическим традициям, а также фольклорная репутация персонажа как обманщика.

### Церемония
Охота на крапивника признаётся одной из наиболее древних традиций в форме уличных шествий, из числа связанных с праздниками рождественского цикла. Охота на птиц в день рождества культивировалась на Британских островах повсеместно, но территории, где в виде добычи выступал именно крапивник, не выходили за пределы южной и западной Англии. Рождественские ритуалы с крапивником были распространены в Ирландии (кроме Ольстера), Уэльсе, на острове Мэн, и при этом малоизвестны в юго-западной Шотландии. Кроме того, церемонии с крапивником известны в южной Франции и Бретани. Британский орнитолог и философ религии Эдвард Олверти Армстронг (Edward Allworthy Armstrong) выдвинул теорию о том, что на Британские острова ритуал с крапивником вероятно был занесён из западной Франции ещё в бронзовом веке и, возможно, имеет средиземноморское происхождение.
Этнограф Николай Харузин связал европейские обряды с крапивником с аналогичными тотемистическими пережитками в других частях мира (торжественное погребение священных животных в Древнем Египте, в Пенджабе, индейцами Калифорнии, народностей Африки, кровавый культ ацтеков в Мексике). Жертвоприношения приносились в целях установления единения, общения с божеством путём заклания священного животного, но в Мексике произошла замена тотема на людей, выступающих в качестве воплощения бога. Со временем в культе могли произойти изменения и от поедания мяса тотема (бывшего тотема) могли отказаться. Харузин привёл аналогичные ритуалы, существовавшие в континентальной Европе и на Британских островах. Во Франции охота на крапивника культивировалась в декабре-феврале в нескольких регионах и с различными местными особенностями. В окситанском Каркассоне в первый воскресный день декабря молодёжь выходила за пределы города и била палками по кустам. Того кто первый сбивал птицу, объявляли «королём». Во главе с ним участники торжественно возвращались в город. Вечером накануне Нового года устраивалось праздничное шествие с факелами и музыкой. Процессия останавливалась у каждого дома и славя своего короля. Через несколько дней шествие повторялось, но в этот раз праздничный король с короной на голове, в мантии и со скипетром в руках направлялся в церковь. Впереди него на шесте, украшенном венками из маслины, дуба и омелы, несли мёртвого крапивника. После службы в церкви направлялись к епископу и властям города, которые раздавали участникам деньги на пир. По наблюдению Харузина, больше информации для проливают французские обряды, в которых птица остаётся живой. Крапивника ловили в сочельник, приносили в церковь и проводили мессу в полночь. После этого птицу отпускали на волю, причём в некоторых районах священник символически ранил её. По мнению Харузина, в этих действиях проявляется пережиток христианизированного обычая, проводившегося в день зимнего солнцестояния, в ходе которого совершалось общественное жертвоприношение: заклание крапивника, видимо выступавшего ранее в качестве тотема. В ходе эволюции обряда его объект трансформировался в священную птицу, вероятно выступавшую в качестве посвящения божеству.
Британский антрополог и фольклорист Джеймс Джордж Фрэзер отнёс охоту на крапивника к распространённым ранее в различных культурах шествиям с культовыми животными, которые представляют собой «разновидность причащения, при котором священное животное ведут от одного дома к другому, чтобы все жители могли вкусить долю божественной благодати». Он сближал европейскую традицию с гилякским праздничным обычаем вождения медведя по дворам и последующим его убийством, индийским обычаем в Пенджабе ношения священной змеи. «Один раз в год жертвенное животное, которое убивают в особо торжественной обстановке, перед смертью (или сразу после неё) приводят или приносят в каждый дом, чтобы все имели возможность получить часть благодати, которую якобы источает мёртвое или готовящееся умереть божество». Подобные обряды ранее имели место и в Европе. Фрэзер привёл описание обычая шотландских горцев calluinn, согласно которому мужчины в новогоднюю ночь одевались в коровью шкуру и в таком виде ходили по домам вместе с молодыми людьми с шестами, к которым были прикреплены по куску недубленой шкуры. Мужчина в шкуре три раза обегал вокруг каждого дома в направлении движения солнца, с таким условием, чтобы дом находился справа от него. При этом другие участники гонялись за ним, нанося удары по шкуре и по стенам дома, производя сильный шум, напоминающий барабанный бой. Один из участников становился на пороге и благословлял хозяев, их имущество и скот. После этого члены процессии поджигали кусочек шкуры на их посохе, подносили её к носу каждого жителя дома и всех домашних животных. Согласно поверью, эти действия оберегали от несчастий на весь следующий год и в особенности от колдовства. Подобный обычай сохранялся на Гебридских островах, возможно, вплоть до XIX века.

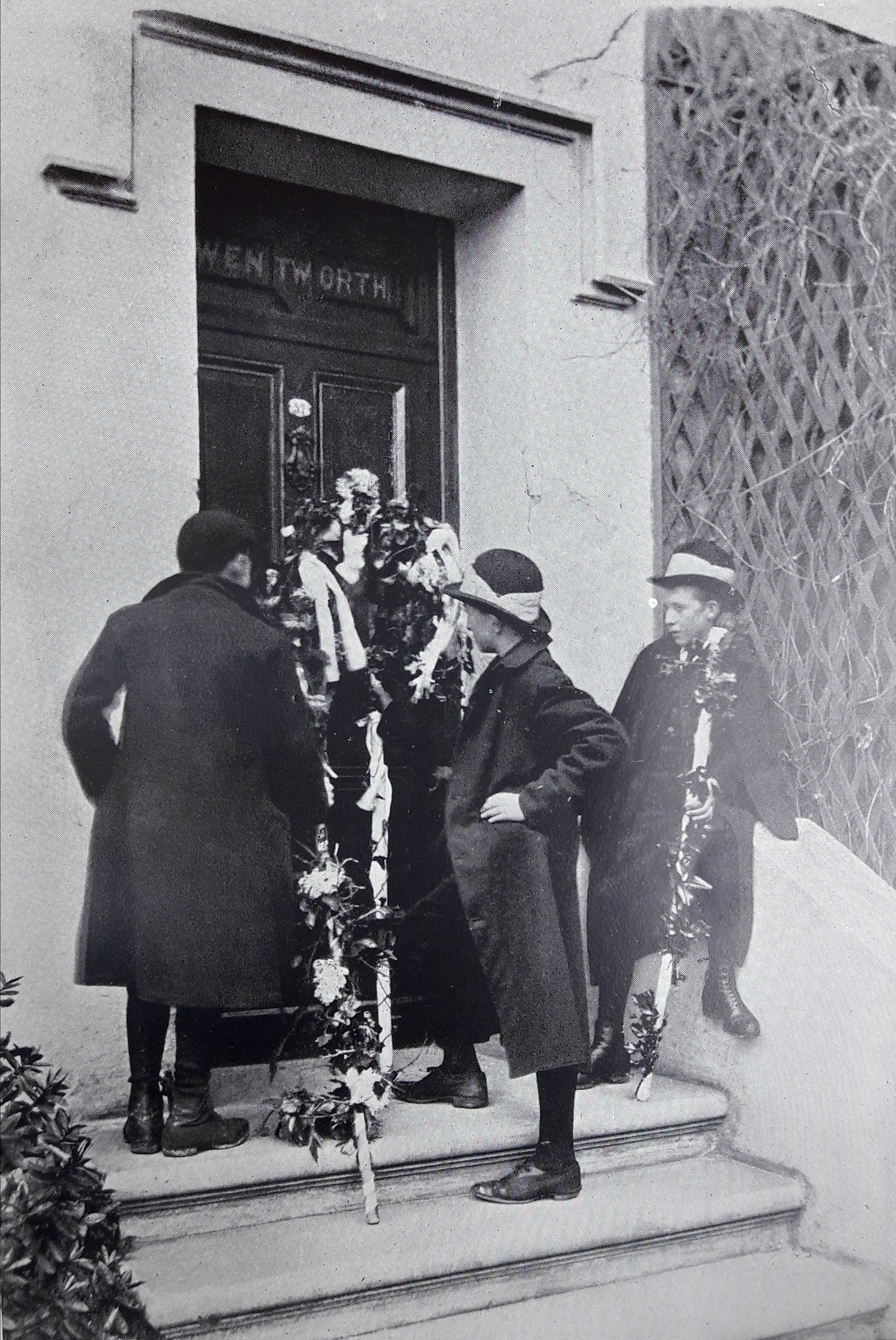
Охота на крапивника в городе Рамси (остров Мэн), 1904

На острове Мэн церемония с крапивником вплоть до XVIII века начиналась в утро Рождества. Накануне, 24 декабря, к вечеру слуги получали выходной, а обитатели дома всю ночь перед Рождеством не ложились спать и бесцельно ходили по комнатам до тех пор, пока в полночь церковные колокола не начинали звонить. После прочтения молитв люди шли охотиться на королька. После его убийства, тушку с расправленными крыльями цепляли на острие шеста. Участники шествия обходили все дома, собирали деньги с хозяев и распевали песню: «На королька охотились для Робина-Бобина, // На королька охотились для Джека, // На королька охотились для Робина-Бобина, // На королька охотились мы ради всех». После этого королька помещали в гробик и несли на кладбище, где хоронили «с величайшей торжественностью, с пением погребальных песнопений на мэнском наречии, которые они именуют скорбным плачем по корольку. С этого отпевания и начинается Рождество». После этого ритуала участники собирались в круг и танцевали за пределами кладбища под звуки музыки. Сохранились сведения, что птицу во время обряда жарили. Из источника XVIII века известно, что в Ирландии крестьяне охотятся на королька накануне Рождества, а на следующий день носят его по улицам, подвесив за ноги между двух обручей, пересекающихся под прямым углом. В каждой деревне их сопровождает процессия мужчин, женщин и детей с пением ирландских каччей, в которых королек объявляется «королём птиц». Фрэзер в своей классической работе «Золотая ветвь» (1890) приводил сведения о том, что в провинциях Ленстере и Коннахте сохранилась традиция в виде «охоты на королька». В канун Рождества и в день святого Стефана мальчики, убив птицу, закрепляли её вместе с остролистом и плющом к концу метлы. 26 декабря дети обходили дома и пели: «На день святого Стефана в кустарнике // Король всех птиц был пойман, королёк. // Хоть сам он мал, на нем семья великая, // Прошу нас с ним, хозяйка, угостить». На подаренные деньги и продукты мальчики устраивали вечером себе угощенье.
Согласно источникам XVIII века в Ирландии убитого крапивника водружали на специальные погребальные носилки и торжественно проносили через всё село. Процессия заканчивалась возле церковной ограды, где тушку птицы хоронили. В некоторых областях Уэльса птиц не убивали, а ловили и помещали в особый деревянный домик с окнами и дверью — «дом крапивника» (wren house). Он устанавливался на четырёх шестах, после чего домик несли четыре участника, которые в сопровождении музыкантов обходили жилища новобрачных или новосёлов. Процессию встречал на пороге молодой хозяин и предлагал участникам пиво, а его жена преподносила для крапивника ленту-украшение. В шествиях участвовали ряженые. В 1890-е годы в ирландском городе Корк «мальчики крапивника» (wren boys) в возрасте от 15 до 25 лет облачались в козлиные шкуры, а к голове прикрепляли рога. Наиболее затейливый ритуал был задокументирован в западном ирландском графстве Керри. В шествии принимало участие до 35 человек. Одни из них несли деревянные мечи, а другие — пузыри на палках. Юноши переодевались в женские наряды или надевали костюм из соломы. Их глава — «капитан» — носил старую зелёную форму. Парень, которому было доверено нести тушку крапивника, прикреплённого к ветке падуба на шесте, также был одет в особый костюм. Что касается соломенных нарядов, то они восходят к маскировке ирландских повстанцев в XVIII—XIX веках. Они состоят из трёх частей: верхняя часть (голова), средняя (грудь) и нижняя (в виде юбки). Солома для костюма использовалась овсяная. Так как производство этой культуры со временем стало ограниченным, поэтому многие выращивают овёс непосредственно для праздника. Со временем традиция в день святого Стефана стала забываться и принимать локальный характер, но во второй половине XX века произошло некоторое возрождение интереса к дню крапивника. В Ирландии ежегодные праздничные шествия проводятся в Листауэле и на полуострове Дингл (графство Керри), в парке Сэндимаунт Грин в Дублине, в Белфасте. В Ирландии в фестивале участвуют мальчики около 10—14 лет, а зачастую к ним могут присоединятся и молодые мужчины. Участники шествия могут выходить с крапивником за пределы своего населённого пункта, также они могут направляться и в более отдалённые места (на велосипедах, в машинах). Птицу на празднике может заменять яблоко, утыканное перьями, обручи, фигурки птицы, чучела, ленты. В церемонии стали принимать участие женщины, а основной целью праздника является сбор благотворительности, сохранение традиционной культуры и привлечение туристов.